# 天主教瓜亞基爾總教區
天主教瓜亞基爾總教區（拉丁語：Archidioecesis Guayaquilensis）是厄瓜多爾一個羅馬天主教教省總教區，下轄兩個教區。該總教區是該國四個總教區之一。

## 歷史
瓜亞基爾教區於1838年1月29日設立，1956年1月22日升為總教區。

## 現況
總教區管轄範圍包括瓜亞斯省西部和聖埃倫娜省，2006年有教友3,022,000人（佔轄區總人口90.0%）、221個堂區和339名司鐸。現任總主教為類斯·吉拉·卡布雷拉-埃雷拉，輔理主教為圭多·若望·明達-查拉、若翰·皮喬利和安多尼·克拉梅里，榮休總主教為安多尼·阿雷基-亞爾薩，榮休輔理主教為維篤·馬爾多納多-巴雷諾。